# Challenge Bell 1998
Challenge Bell 1997 — тенісний турнір, що проходив на закритих кортах з килимовим покриттям Club Avantage Multi-Sports у Квебеку (Канада). Належав до турнірів 3-ї категорії в рамках Туру WTA 1998. Це був 6-й турнір Challenge Bell, і тривав з 26 жовтня до 1 листопада 1998 року. Тара Снайдер здобула титул в одиночному розряді.

## Переможниці та фіналістки

### Одиночний розряд
Тара Снайдер —  Чанда Рубін, 4–6, 6–4, 7–6
- Для Снайдер це був єдиний титул за сезон і 1-й — за кар'єру.

### Парний розряд
Лорі Макніл /  Кімберлі По —  Чанда Рубін /  Сандрін Тестю, 6–7, 7–5, 6–4
- Для Макніл це був єдиний титул за сезон і 41-й — за кар'єру. Для По це був єдиний титул за сезон і 1-й — за кар'єру.